# Thời đại samurai: Chiến đấu vì Nhật Bản
Thời đại samurai: Chiến đấu vì Nhật Bản (tựa tiếng Anh: Age of Samurai: Battle for Japan) là một bộ phim truyền hình tài liệu Mỹ-Canada, được phân phối bởi Netflix và phát hành vào ngày 24 tháng 2 năm 2021. Tác phẩm lấy bối cảnh Nhật Bản thời phong kiến, cuối thời kỳ Sengoku mà cụ thể là giai đoạn Azuchi–Momoya. Thời đại samurai: Chiến đấu vì Nhật Bản có sự tham gia tái hiện lịch sử và bình luận của nghệ sĩ lồng tiếng Hiro Kanagawa và các nhà sử học Stephen Turnbull, David Spafford, Tomoko Kitagawa, Isaac Meyer. Truyện phim theo chân nhiều daimyo trong hành trình thống nhất Nhật Bản.
Thời đại samurai: Chiến đấu vì Nhật Bản được sản xuất bởi Canada Cream Productions và Blue Ant Media, phát sóng trên kênh Smithsonian ở Canada và Netflix quốc tế.

## Tóm tắt nội dung
Sau cái chết của cha mình, Oda Nobunaga trở thành người lãnh đạo gia tộc Oda. Nhiều thành viên gia tộc không phục tùng Nobunaga, tuyên chiến, tranh giành quyền lãnh đạo với ông. Tiến hành chinh phục miền trung Nhật Bản, Nobunaga buộc phải chạm trán daimyo Takeda Shingen hùng mạnh. Khi tham vọng của Nobunaga ngày càng lớn, Akechi Mitsuhide, thuộc tướng của Nobunaga, đã phản bội và giết chết ông. Không lâu sau, bất chấp sự kháng cự của Date Masamune trẻ tuổi, Toyotomi Hideyoshi vẫn từng bước trở thành nhà cai trị Nhật Bản. Thống nhất Nhật Bản, Hideyoshi thậm chí còn lên kế hoạch xâm lược Trung Quốc. Gặp vấn đề hậu cần trong chiến dịch bàn đạp tại Triều Tiên, Hideyoshi buộc phải hủy bỏ kế hoạch. Trong những tháng cuối đời, Hideyoshi chỉ định năm vị đại thần nhiếp chính giúp con trai Hideyori của ông cai trị đất nước. Tuy nhiên, ngay khi Hideyoshi qua đời, daimyo Tokugawa Ieyasu lập tức làm phản, đánh bại gia tộc Toyotomi và các đồng minh, trở thành shogun Nhật Bản.

## Diễn viên
- Hiro Kanagawa - Người dẫn chuyện
- Stephen Turnbull - Người dẫn chuyện
- David Spafford - Người dẫn chuyện
- Tomoko Kitagawa - Người dẫn chuyện
- Darren-Jon Ashmore - Người dẫn chuyện
- Masami Kosaka - Toyotomi Hideyoshi
- Hayate Masao - Tokugawa Ieyasu
- Masayoshi Haneda - Oda Nobunaga
- Hideaki Itō - Date Masamune
- Wilfred Lee - Shibata Katsuie
- Michael Wert - Bản thân
- Umi Bielmann - Phiến quân Iga trẻ tuổi
- Seiji Hino - Ishida Mitsunari
- Elina Miyake Jackson - Phu nhân Nene
- Ryota Kaneko - Takeda Katsuyori
- Chika Kitney - Phu nhân Chacha
- Simon Fletcher Li - Torii Mototada
- Timothy Mak - Sakuma Morimasa
- Kelly Seo - Phu nhân Tsukiyama
- Frank Yim - Tướng quân gia tộc Oda

## Tập phim
| TT. | Tiêu đề                  | Đạo diễn      | Ngày phát hành gốc  | Người xem tại toàn cầu (triệu) |
| --- | ------------------------ | ------------- | ------------------- | ------------------------------ |
| 1   | "Nobunaga trỗi dậy"      | Stephen Scott | 24 tháng 2 năm 2021 | TBD                            |
| 2   | "Tranh giành quyền lực"  | Stephen Scott | 24 tháng 2 năm 2021 | TBD                            |
| 3   | "Vua Quỷ"                | Stephen Scott | 24 tháng 2 năm 2021 | TBD                            |
| 4   | "Kiểm soát hoàn toàn"    | Stephen Scott | 24 tháng 2 năm 2021 | TBD                            |
| 5   | "Đại họa"                | Stephen Scott | 24 tháng 2 năm 2021 | TBD                            |
| 6   | "Một vương triều ra đời" | Stephen Scott | 24 tháng 2 năm 2021 | TBD                            |

## Giải thưởng
Loạt phim đã nhận được ba đề cử Giải thưởng Màn ảnh Canada tại Lễ trao giải Màn ảnh Canada lần thứ 9 vào năm 2021, bao gồm Chương trình thực tế hay nhất, Thiết kế sản xuất/Chỉ đạo nghệ thuật xuất sắc nhất cho một chương trình hoặc loạt phim phi hư cấu (Florian Schuck với tập "Nobunaga trỗi dậy" ) và Đạo diễn xuất sắc nhất cho một chương trình hoặc loạt phim (Stephen Scott với tập "Nobunaga trỗi dậy").